# Mach-Zahl
Die Mach-Zahl (auch Machzahl, machsche Zahl oder Mach’sche Zahl, Formelzeichen: {\displaystyle {\mathit {Ma}}}) ist eine dimensionslose Zahl der Strömungslehre für das Verhältnis der Geschwindigkeit {\displaystyle v} (bspw. eines Körpers) zur Schallgeschwindigkeit {\displaystyle c} eines umgebenden Fluids. Ist beispielsweise ein Flugzeug genauso schnell wie der Schall, ist es mit „Mach 1“ unterwegs. Benannt ist die Mach-Zahl nach dem österreichischen Physiker und Philosophen Ernst Mach. Die Bezeichnung wurde 1929 von dem Schweizer Aerodynamiker Jakob Ackeret eingeführt.

## Definition
Es gilt:
{\displaystyle {\mathit {Ma}}={\frac {v}{c}}}.
Unter Mach-Zahl=1, umgangssprachlich auch „Mach 1“, versteht man somit eine Strömung mit Schallgeschwindigkeit. Entsprechend lassen sich „Mach 2“ (die doppelte Schallgeschwindigkeit), Mach 3 usw. nicht in genaue Geschwindigkeiten umrechnen, ohne die Bezugsschallgeschwindigkeit zu kennen.
Mittels der Mach-Zahl lassen sich aber Strömungen in verschiedene Bereiche aufteilen, etwa:
- {\displaystyle {\mathit {Ma}}<0{,}8} subsonische Strömung,
- {\displaystyle 0{,}8<{\mathit {Ma}}<1{,}2} transsonische Strömung,
- {\displaystyle {\mathit {Ma}}>1{,}2} supersonische Strömung.

Ab {\displaystyle {\mathit {Ma}}>5} spricht man auch von hypersonischer Strömung.
Diese Bereiche erfordern verschiedene Lösungsansätze, da für die Bereiche jeweils andere physikalische Phänomene auftreten. Beispielsweise treten für {\displaystyle {\mathit {Ma}}>0{,}3} kompressible Effekte in den Strömungen auf (kompressible Strömung), während solche Effekte im Regelfall für {\displaystyle {\mathit {Ma}}<0{,}3} keine Rolle spielen (inkompressible Strömung).

## Gase
Meist wird die Mach-Zahl verwendet, wenn das Fluid ein Gas ist. Mit der idealen Gasgleichung kann man die Schallgeschwindigkeit {\displaystyle c} in Gasen durch die Temperatur ersetzen, was auf den folgenden Ausdruck führt:
{\displaystyle {\mathit {Ma}}={\frac {v}{\sqrt {\kappa \,R_{\mathrm {S} }\,T}}}}.
Darin sind
- {\displaystyle \kappa } der Isentropenexponent des Fluids unter den gegebenen Randbedingungen,
- {\displaystyle R_{\mathrm {S} }={\frac {R}{M}}} die auf die Molmasse {\displaystyle M} bezogene allgemeine Gaskonstante {\displaystyle R} und
- {\displaystyle T} die Temperatur des betrachteten Gases.

Im Allgemeinen variiert der Isentropenexponent {\displaystyle \kappa } auch für ein spezielles Fluid in Abhängigkeit vom Druck {\displaystyle p} und der Temperatur {\displaystyle T}. Für hinreichend kleine Druck- und Temperaturveränderungen kann er als konstant angenähert werden.

## Luftfahrt

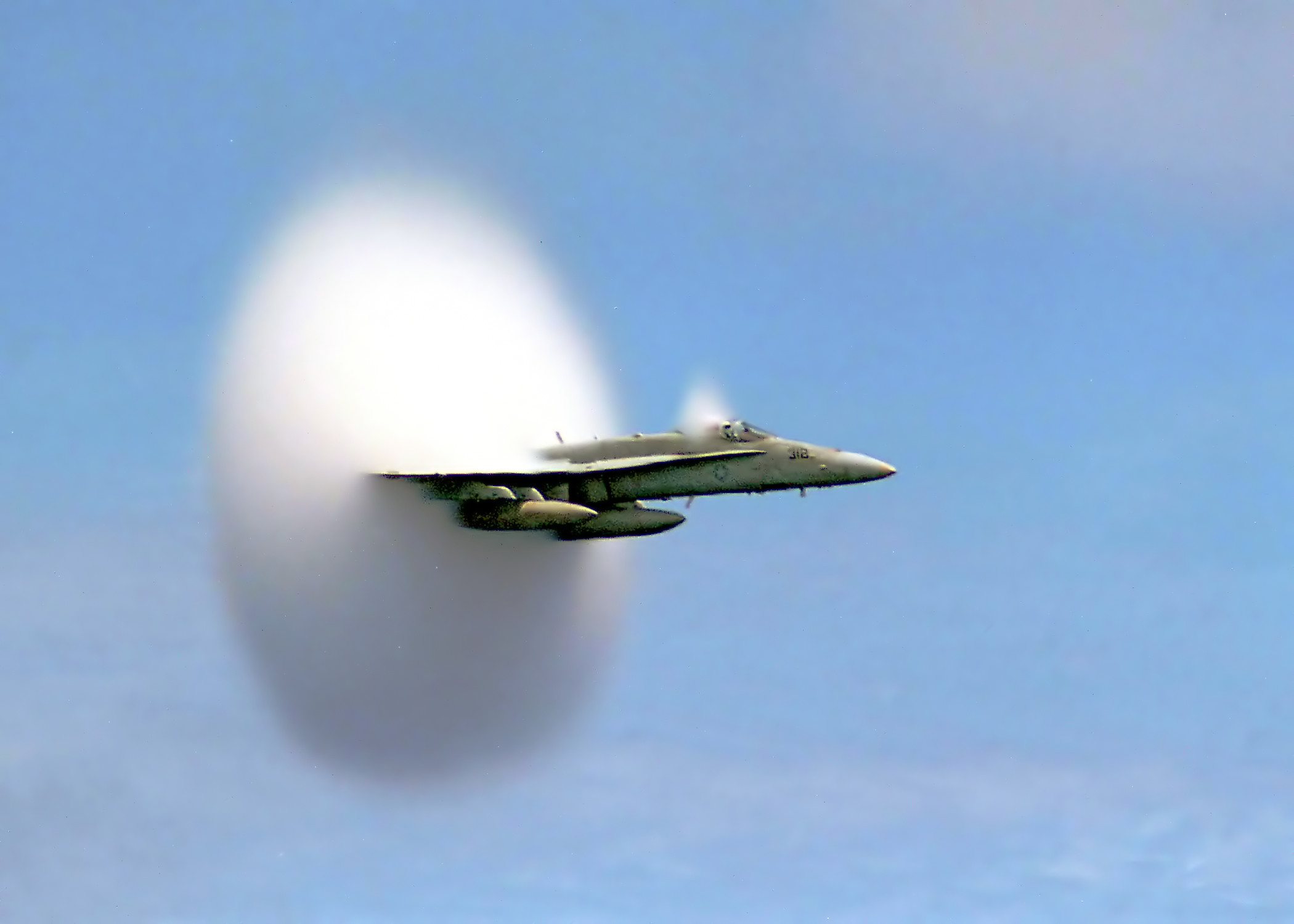
Eine McDonnell Douglas F/A-18 Hornet im Überschallflug: die Stoßfront des Machschen Kegels ist als Wolkenscheibe sichtbar

Standardatmosphäre, die Werte der Schallgeschwindigkeit in der vorletzten Spalte sind in Knoten angegeben.
Umrechnung: 1 Knoten = km/h = m/s

In der Luftfahrt wird die Mach-Zahl zur dimensionslosen Angabe der Fluggeschwindigkeit schnell fliegender Flugzeuge verwendet. Sie stellt das Verhältnis der Fluggeschwindigkeit zur Schallgeschwindigkeit in der Umgebungsluft dar. Da die Schallgeschwindigkeit vor allem von der Lufttemperatur, und diese wiederum von der Flughöhe abhängig ist, ist die Anzeige der Mach-Zahl die einzige in jeder Reise-Flughöhe und bei jeder Umgebungstemperatur vergleichbare Aussage. Dies ist insbesondere bei Verkehrsflugzeugen zur Einhaltung der vom Flugzeughersteller vorgegebenen Höchstgeschwindigkeit (MMO, Mach Maximum Operating Number) betreffend der tatsächlichen Fluggeschwindigkeit (TAS, engl. true airspeed) relativ zur Umgebungsluft von großer Bedeutung. Ein Überschreiten der MMO führt zum Erreichen der kritischen Mach-Zahl und damit zu Grenzschichtablösungen als Ursache von Strömungsabrissen und einem damit verbundenen Absturzrisiko sowie zu sprunghaft auftretenden extremen mechanischen Belastungen der Flugzeugstruktur. Die Mach-Zahl wird von einem speziellen Fluginstrument, dem Machmeter, angezeigt.
| Temperatur | Schallgeschwindigkeit | Schallgeschwindigkeit |
| ---------- | --------------------- | --------------------- |
| −50 °C     | 1080 km/h             | 300 m/s               |
| −25 °C     | 1134 km/h             | 315 m/s               |
| −00 °C     | 1193 km/h             | 331 m/s               |
| −20 °C     | 1235 km/h             | 343 m/s               |
| −25 °C     | 1245 km/h             | 346 m/s               |

Bei einer Temperatur von −50 °C und einem Luftdruck von 26 kPa (nach Standardatmosphäre üblich in ca. 10.000 m Flughöhe) beträgt die Schallgeschwindigkeit rund 300 m/s = 1080 km/h. Ein Passagierflugzeug, das unter diesen Bedingungen mit einer Reisegeschwindigkeit von Mach 0,8 fliegt, hat eine Geschwindigkeit von 240 m/s = 864 km/h.